# Vodafone
Vodafone Group Plc, inicialmente conocido como Racal Telecom, es un operador de telefonía móvil, telefonía fija, banda ancha y televisión digital, multinacional con sede central en Newbury, Berkshire, Reino Unido. Está presente en numerosos países, siendo el segundo operador de telecomunicaciones más grande del mundo en número de clientes y en beneficios (en ambos casos por detrás de China Mobile). A nivel global, Vodafone contaba en diciembre de 2017 con 439 millones de clientes.
La compañía cotiza en la London Stock Exchange. Tiene una cotización de mercado de aproximadamente 89,1 mil millones de libras en julio de 2012, siendo la tercera compañía más cotizada del mercado bursátil londinense. También cotiza de forma secundaria en la bolsa de Nueva York (NASDAQ).
El nombre Vodafone proviene de VOice-DAta-FONE (Teléfono de datos y voz), nombre elegido por el fundador, que intuyó ya desde esos años que los datos serían uno de los elementos fundamentales de las telecomunicaciones futuras.
Vodafone llevó a cabo su primera llamada de móvil en el Reino Unido, unos pocos minutos después de la medianoche del 1 de enero de 1985. Vodafone UK hizo su primera llamada de voz 3G el 16 de abril de 2001.

## Historia

### Precedentes: Racal Strategic Radio Ltd
La evolución de la marca 'Vodafone' tiene su origen en 1982 con la constitución de 'Racal Strategic Radio Ltd', una filial de Racal Electronics – una compañía dedicada a la fabricación de tecnologías de radio militar. Por iniciativa de Jan Stenbeck, Racal Strategic Radio Ltd formó una joint venture con la compañía Millicom, la cual recibe el nombre de 'Racal Vodafone'. Esta compañía sería la que evolucionaría hasta la actual Vodafone.

### Evolución como marca de Racal Telecom: 1980 a 1991

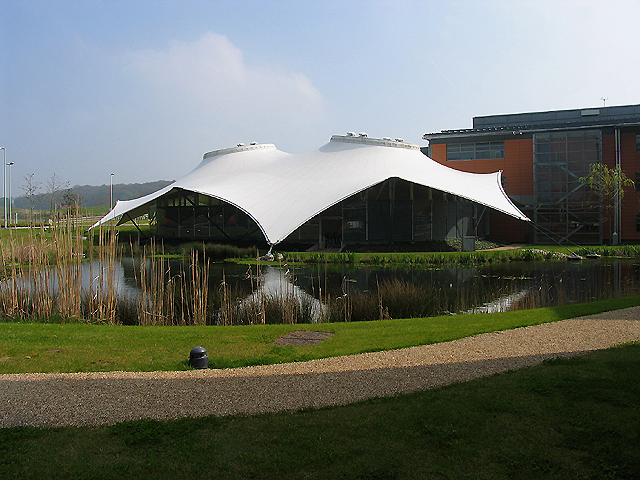
Campus de Newbury, Sede de Vodafone en Inglaterra.

En 1980, Ernest Harrison, presidente de Racal Electronics plc., llegó a un acuerdo con Lord Weinstock, de General Electric Company, para que Racal pudiese acceder a algunas tecnologías GEC de radio en el campo de batalla. La cabeza de la división de radio militar de Racal —Gerry Whent— estuvo bosquejando planes con Ernest Harrison para introducir a la empresa en el mercado de la radio comercial, al haber visitado la fábrica de radio militar de GE en Virginia (EE. UU.) para aprender acerca de los usos comerciales de las tecnologías de radio militar.
En 1982, la recién constituida filial de Racal Strategic Radio ganó una de las dos licencias de telefonía móvil que salieron a concurso en Reino Unido (habiendo ganado la otra British Telecom). La red, llamada comercialmente Racal Vodafone, era una joint venture propiedad en un 80% de Racal, un 15% de Milicom, y un 5% de Hambros Bank.
La marca Vodafone fue lanzada el 1 de enero de 1985 con su primera sede en Courtyard, en Newbury, Berkshire. Poco después del lanzamiento Racal Strategic Radio fue renombrada como Racal Telecommunications Group Limited. El 29 de diciembre de 1986, Racal Electronics compró por un total de 110 libras todas sus participaciones al resto de accionistas minoritarios de la compañía, quedándose con la totalidad de Vodafone.
En septiembre de 1988, la compañía volvió a cambiar su nombre por el de Racal Telecom. El 26 de octubre de 1988, Racal Telecom, controlada mayoritariamente por Racal Electronics; sacó el 20% de sus acciones al mercado bursátil, cotizando en la Bolsa de Londres (London Stock Exchange). Sus buenos resultados en bolsa llevaron a la situación paradójica de que Racal Telecom llegó a tener mayor valor de mercado que toda Racal Electronics. Bajo la presión del mercado para que los accionistas de Racal obtuviesen el valor total de la compañía, Harrison decidió en 1991 independizar Racal Telecom.

### Vodafone Group, después Vodafone Airtouch plc: 1991 a 2000

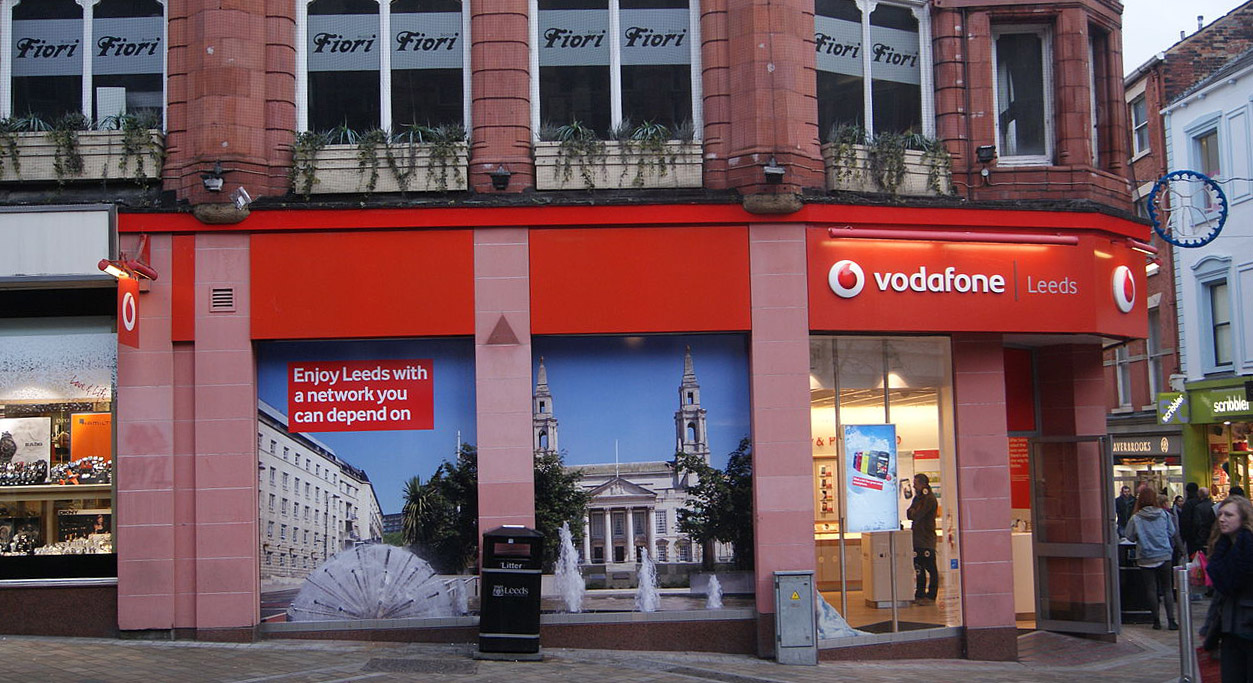
Una tienda de Vodafone en Reino Unido.

El 16 de septiembre de 1991, Racal Telecom se independiza de Racal Electronics bajo el nombre de Vodafone Group, con Gerry Whent como director de la compañía.
En julio de 1996, Vodafone adquirió, por 30.600.000 £ las dos terceras partes de la empresa de comunicaciones Talkland que aún no poseía. El 19 de noviembre de 1996, en un movimiento estratégico defensivo, Vodafone compra la empresa Peoples Phone por 77 millones de libras, con 181 tiendas, cuyos consumidores usaban en gran mayoría la red de Vodafone. En un movimiento similar, la empresa también adquirió el 80% de las acciones de Astec Communications que aún no poseía, un proveedor de servicio con 21 tiendas.
En enero de 1997, Gerald Whent se retiró y dejó a Christopher Gent como CEO de la compañía. Ese mismo año, Vodafone cambió su logotipo. El nuevo logotipo, consistía en una comilla circunscrita en una burbuja roja, representando la acción de "hablar".A partir de este cambio de imagen Vodafone comenzó a usar el color rojo como bandera corporativa. Este logotipo, con ligeras variaciones, ha representado a nivel global a la empresa hasta la actualidad.
El 29 de junio de 1999, Vodafone completó la compra de la empresa de telecomunicaciones estadounidense AirTouch Communications, Inc. y cambió su nombre por el Vodafone Airtouch plc. La fusión de ambas compañías empezó a cotizar el 30 de junio. Con el fin de mitigar los posibles problemas por monopolio a los que se enfrentaría la empresa, Vodafone vendió paralelamente su participación del 17,2% en la alemana E-Plus Mobilfunk. La adquisición de Airtouch también otorgó a Vodafone el 35% de Mannesmann, propietario en aquel momento de la mayor red móvil en Alemania y le hizo entrar en el accionariado de la compañía española Airtel, de la cual Airtouch era uno de sus mayores accionistas.
El 21 de septiembre del mismo año, Vodafone llegó a un acuerdo para fusionar sus activos en el mercado móvil con los de Bell Atlantic Corp para constituir la empresa Verizon Wireless. La fusión se completó el 4 de abril de 2000, justo unos meses antes de que Bell Atlantic se fusionara con GTE para constituir Verizon Communications, Inc.
En noviembre de 1999, Vodafone hizo una oferta no solicitada para adquirir Mannesmann, la cual fue rechazada. El interés de Vodafone en Mannesmann fue en aumento tras comprar la alemana la compañía británica de telefonía móvil Orange.
Vodafone interpretó la compra de Orange como un movimiento hostil, ya que convertía a Mannesmann en competidor directo en Reino Unido de Vodafone. El presidente de Vodafone, Gent, declaró que el movimiento de Mannesmann era romper un 'pacto entre caballeros', consistente en no competir uno en territorio del otro.
El intento de adquisición hostil por parte de Vodafone ocasionó fuertes protestas en Alemania, y un gran enfrentamiento entre ambas compañías en la que Mannesmann se resistió a los esfuerzos de Vodafone. Sin embargo, el 3 de febrero de 2000, la junta de accionistas de Mannesmann acordó la fusión bajo un aumento de la oferta de 112 mil millones de libras; la que fuera entonces la fusión corporativa más grande de la historia. Para evitar problemas ante una posible demanda por monopolio, Vodafone pactó deshacerse de la marca 'Orange' y todos sus activos y clientes. La Unión Europea aprobó la fusión en abril del 2000, y un mes más tarde 'Orange' sería comprada por France Télécom. El conglomerado de empresas de Mannesmann, por tanto, fue disuelto y todos sus activos relacionados con la fabricación fueron vendidos.

Extensión de Vodafone en Europa.
Vodafone
Empresas asociadas con Vodafone

### Vodafone Group plc: desde el 2000
El 28 de julio de 2000, la compañía decidió deshacerse del nombre 'Airtouch' y cambió su nombre recuperando el que tenía previamente: Vodafone Group, plc. A partir de esta década comenzaría la expansión a nivel global de la empresa con la compra de un considerable número de compañías en distintos países.
En 2001, Vodafone Group adquirió Eircell a Eircom, la compañía más grande de telecomunicaciones en Irlanda. Eircell, en consecuencia, cambió su nombre y su marca comercial por Vodafone Ireland. Vodafone entonces compró el tercer operador más importante de Japón, J-Phone, el cual fue el primero que introdujo en el país nipón los teléfonos móviles con cámara fotográfica.
El 17 de diciembre de 2001, Vodafone introdujo el concepto de 'Redes Asociadas' (Partner Networks), firmando un acuerdo con TDC Mobil en Dinamarca. Este nuevo concepto implicaba la introducción en el mercado local de los servicios internacionales de Vodafone, sin la necesidad de que Vodafone invirtiese en la compañía. Esto tenía como fin extender la marca Vodafone y sus servicios en los mercados en donde no tenía participación en ningún operador local. Así, el acuerdo contemplaba que los servicios que prestara Vodafone serían vendidos con una estrategia de doble marca, añadiendo la enseña 'Vodafone' en segundo lugar tras el nombre del operador local (Por ejemplo: TDC Mobil-Vodafone).
En 2007, Vodafone llega a un acuerdo de patrocinio con el equipo de Fórmula 1 McLaren, el cual fue renombrado comercialmente como Vodafone McLaren Mercedes.
En mayo de 2011, Vodafone Group compró el resto de las acciones que aún no poseía de Vodafone Essar en India a Essar Group Ltd por valor de 5000 millones de dólares.
Progresivamente, Vodafone Group fue comprando a los múltiples accionistas minoritarios de la española Airtel sus acciones, hasta que en octubre de 2001 consiguió hacerse con el 100% de la empresa, y cambió su nombre y su marca comercial por Vodafone España.
El 1 de diciembre de 2011, Vodafone adquiere la compañía con sede en Reading Bluefish Communications Ltd, una consultora sobre tecnologías TIC. La adquisición fue el núcleo de las actividades de la filial de Vodafone group—Vodafone Global Enterprise— en implementar soluciones de computación en la nube y en nuevos servicios a grandes corporaciones.
En abril del 2012, Vodafone anunció haber llegado a un acuerdo de adquisición de Cable & Wireless Worldwide (CWW) por 1,04 mil millones de libras. La adquisición permite a Vodafone el acceso a las redes de fibra óptica de CWW, con lo cual la compañía puede ofrecer soluciones de telecomunicaciones unificadas en Reino Unido y otros países.
El 24 de junio de 2013, Vodafone anuncia que adquiere la compañía de cable alemana Kabel Deutschland, una adquisición por valor de 7,7 mil millones de €.

## Vodafone España

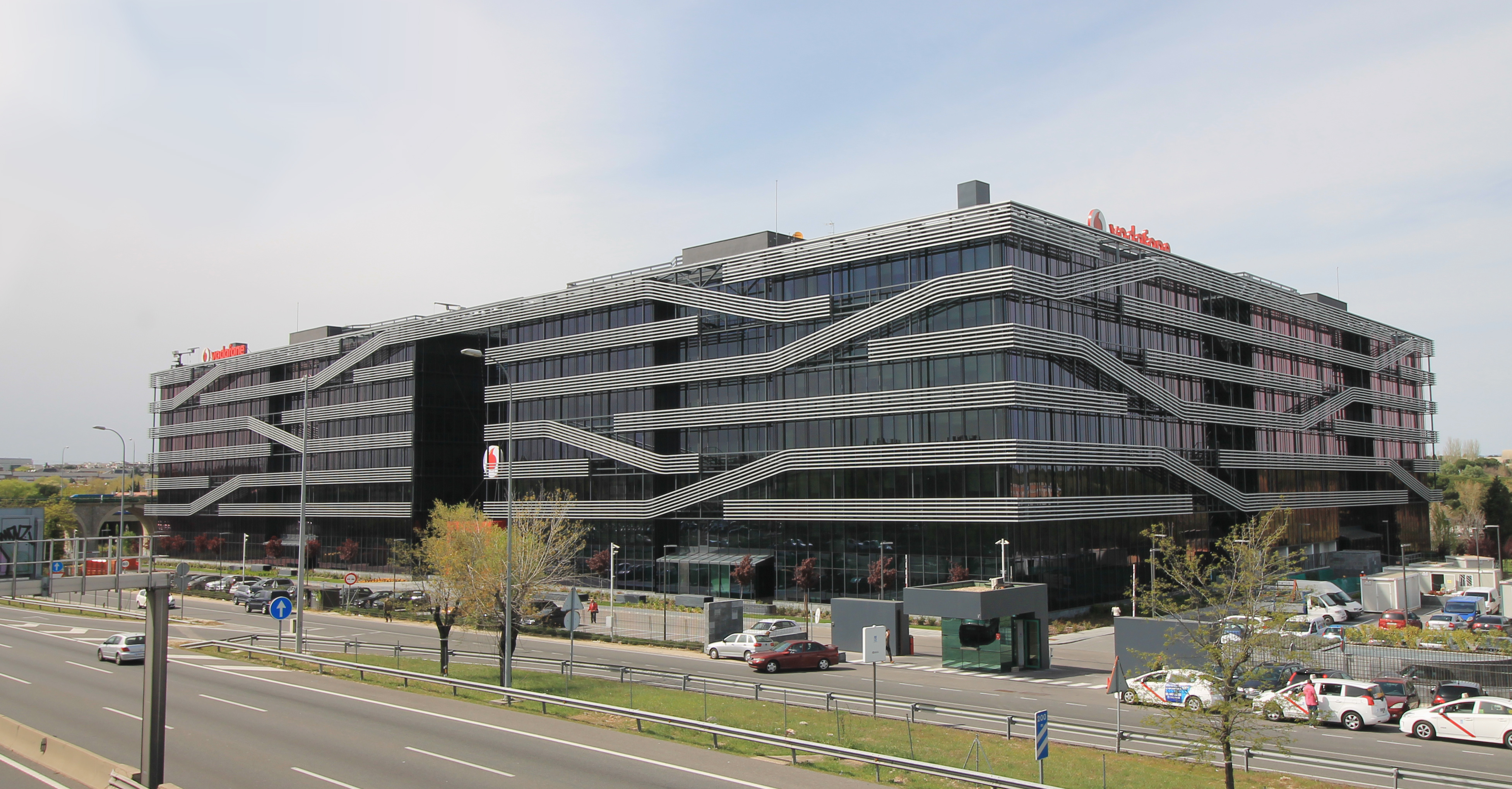
Oficinas de Vodafone en Madrid.

Vodafone España era una de las cuatro principales filiales del Grupo. Vodafone fue comprando las participaciones de otros socios minoritarios hasta tomar el control de la antigua Airtel. Desde su creación en el año 1995 hasta su compra en el año 2001 por Vodafone,Airtel fue presidida por Eduardo Serra y bajo la dirección ejecutiva de Ignacio Galán. 
Durante su trayectoria en Airtel, Ignacio Galán demostró su capacidad de gestión en el sector de las telecomunicaciones en España. En 1995, Airtel empezó a operar con una inversión de 150.000 millones de pesetas y seis años más tarde, fue vendida a Vodafone por 24.000 millones de euros y una cartera de clientes de 7 millones.
Desde el año 2004, lideró en la captación de nuevos clientes en el mercado español. La matriz ha concedido uno de los centros de I+D a Vodafone España. Dentro del mercado Europeo es el primer operador de telefonía móvil, en España ocupa el tercer lugar después de Movistar y Orange. Vodafone ofrece servicios UMTS en España. El 6 de octubre de 2007 Vodafone adquirió la operadora Tele2 España y se convirtió así en un operador de servicios integrales en telecomunicaciones (Telefonía móvil, telefonía fija y ADSL).
En abril de 2014 el grupo Vodafone SAU adquiere por 7200 millones de euros a la española ONO, el 2 de julio de 2014 la Comisión Europea da el visto bueno a la compra haciéndola efectiva a partir de ese día.
El 18 de diciembre de 2014, lanzó al mercado Lowi, una OMV de su propiedad, creada con el objetivo de competir con las tarifas low cost de la telefonía móvil.
El 15 de junio de 2019, Vodafone comenzó a ofrecer comercialmente en algunas de sus tarifas y ciudades la tecnología 5G.
El 31 de mayo de 2024, se completó el proceso de adquisición por parte del fondo británico Zegona Communications, separándose del Grupo Vodafone.

## Críticas y escándalos

### Denuncias de clientes
España
En 2018 Vodafone España fue la compañía de telecomunicaciones más denunciada de España por los usuarios de la asociación FACUA-Consumidores en Acción en 2018. Fue elegida por los consumidores Peor empresa del año en 2018.
Entre las reclamaciones de clientes destacan las quejas sobre facturas más altas de lo esperado, incumplimientos de ofertas comerciales y no respetar las cláusulas de permanencia.
En 2014 Vodafone fue multada con 50.000 euros precisamente por reclamar una deuda inexistente de 177 euros.
Australia
En Australia, Vodafone ha sido duramente criticada (sobre todo hacia finales de 2010) por las constantes denuncias de clientes alegando un mal servicio e insuficiencias técnicas graves. Esto le valió el apodo de Vodafail (en español: "Vodafallo"). En respuesta, Vodafone desarrolló una "nueva" red de servicio y una garantía de satisfacción de 30 días.

### Operación Tempora: filtración de datos a agencias de espionaje en 2013
Los documentos de inteligencia de alto secreto filtrados por el analista informático Edward Snowden en 2013, revelaron, entre otros, que Vodafone (y otras empresas), bajo el nombre en clave Gerontic, colabora con la agencia de inteligencia británica GCHQ dándole acceso de manera secreta a su red de cables de comunicaciones submarinos, además de proporcionarle datos sobre llamadas telefónicas, correos electrónicos o entradas en Facebook de millones de sus clientes. Esta información es analizada finalmente por la NSA estadounidense y el propio GCHQ dentro de la operación de nombre en clave Tempora. (para más información véase datos acerca de la vigilancia mundial).

### Revolución egipcia de 2011
Vodafone fue señalado como uno de los responsables de la represión sufrida por los manifestantes en Egipto durante la Revolución egipcia de 2011. El 27 de enero de 2011, Vodafone, responsable de gran parte de la infraestructura de telecomunicaciones de Egipto, apagó los servicios de voz y datos de los ciudadanos y empresas egipcias a petición del gobierno, cuyo jefe en ese momento era Hosni Mubarak. El periódico The Daily Telegraph informó que la acción del gobierno egipcio no tiene precedentes en la historia de Internet. Vittorio Colao, CEO del grupo Vodafone, se defendió de estas acusaciones alegando que la empresa estaba obligada por ley a cumplir las instrucciones del gobierno egipcio.

### Evasión fiscal en 2010
En septiembre de 2010, una investigación realizada por la revista Private Eye reveló numerosos detalles acerca de las actividades de evasión fiscal de Vodafone. Informó que Vodafone, durante la adquisición del gigante alemán Mannesmann AG, hizo un tax bill ("declaración de impuestos") a través de una filial en Luxemburgo creada expresamente para pagar impuestos en Luxemburgo, donde son especialmente bajos en comparación con los países europeos de alrededor. Tras una larga lucha legal con el HMRC, un departamento del gobierno británico responsable del pago de impuestos, entre otras funciones, las partes acordaron que Vodafone pagaría 1250 millones de libras en relación con la adquisición de Mannesmann (durante el litigio incluso un alto funcionario del HMRC, John Connors, cambió de bando y se convirtió en un alto ejecutivo de Vodafone). Los expertos estimaron, basándose en las cuentas de la empresa, que la factura final para Vodafone en impuestos y amortizaciones como resultado de las negociaciones y los litigios fue de unas 6000 millones de libras.
La noticia de la evasión fiscal, por otro lado realizada de manera legal, provocó protestas entre octubre de 2010 y abril de 2011 frente a las tiendas de la compañía en el Reino Unido, organizadas por la organización UK Uncut, una red de grupos anti-austeridad y que intenta perseguir la evasión fiscal. Las primeras protestas provocaron el cierre de más de una docena de tiendas, incluyendo la importante tienda de la empresa en Oxford Street, ubicada en el centro de Londres.

### Violación de las políticas de Wikipedia en 2009
En diciembre de 2009, Vodafone violó las políticas de Wikipedia, creando un artículo con información falsa sobre una supuesta tradición para reunir amigos y seres queridos llamada "Borabó"; esto para promocionar una campaña publicitaria bajo el eslogan Feliz borabó.